# アウティング
アウティング (英語: outing、発音: [a'utiŋ])）は、ゲイやレズビアン、バイセクシャル、トランスジェンダーなど（LGBT / LGBTQ+）に対して、本人の了解を得ずに他の人に公にしていない性的指向や性同一性等の秘密を暴露する行動のこと。個人のアイデンティティ・セクシュアリティは、繊細なプライベートな情報であり、本人の了承を得ずに他者が公表してならず、アウティングに対する訴訟や法整備が進んでいる。

## 由来
Outingという語は、従来の辞書的な意味では「遠足」や「遠出」を表す普通名詞であり、性的指向の暴露（Revealing sexual orientation）を端的に表現する単語として「アウティング」が利用された始まりを明確に示すのは難しい。1982年に出版されたアメリカの雑誌『ハーパースマガジン』（en）においてテイラー・ブランチ（en）が「"outage"（out + 過程・行為を表す接尾語 -age）という政治戦略がクローゼット（同性愛を隠した状態）の人々に集中砲火の罠を掛けるだろう」と予測しアウテージを「アウティング」に近い概念の言葉として使っている。1990年1月29日号の『タイム (雑誌)』にて評論家ウィリアム・A・ヘンリー3世（en）は 「Forcing Gays like Mike Howes Out of the Closet」（マイク・ホーズのようにクローゼットを出されるゲイ達）という記事を執筆し、この記事が一般社会に「アウティング」という言葉を広めたと考えられている。(Johansson&Percy, p. 4)
1907年から1909年にかけてのハルデン＝オイレンブルク事件が、20世紀で最初の一般にアウティングされたスキャンダルであった。ヴィルヘルム2世 (ドイツ皇帝)の施策に反対する左派ジャーナリストマクシミリアン・ハルデン（en）による貴族の外交官フィリップ・ツー・オイレンブルクの告発に始まり、皇帝の庇護を受けた人物や仲間の中から著名人数名のアウティングを行い、皇帝自身についても暗にほのめかした。ハルデンの告発は、ギリシャスタイルの少年愛を支持するゲイ向けジャーナル誌『デア・アイゲネ』（en）の創始者アドルフ・ブラント（en）など他のジャーナリストへ告発に続くよう煽り立てた。1930年代初頭にアドルフ・ヒトラー側近のエルンスト・レームを左派ジャーナリストがアウティングし、ブラントが後に「教師、聖職者、議員や指導的政治家の誰かが、品位を落とす行いで他人の性愛を毀損しようとするとき、その瞬間に彼らの性生活も個人的な問題ではなくなり、市民監視や疑わしい行動の監視によって今後保護された現在の地位に留まる資格も失う」と記すきっかけを作り出した。

## アウティングの動機
アウティングは、悪意なく行われる場合もあるが、報復や恥辱を与える目的で情報を明かす場合もある。そして意図的であろうとなかろうと、アウティングは誰かのプライバシーを侵害する行為とみなされる。
しかし、過去にはこの概念や行為をめぐってさまざまな捉え方があった。雑誌『Outweek』の編集者であったガブリエル・ロテロは、アウティングを「equalizing」（平等化）や「explaining」（明確化）と説明し、「私たちが『アウティング』と呼んだのは、主に同性愛を異性愛として扱うためのジャーナリストとしての活動です。…1990年にゲイメディアの多くの人が、今後は単純に同性愛と異性愛を平等に扱うと表明していました。これらが平等に扱われる完全で理想的な社会の到来を私たちは待たず、今から始めようとしたのです。『アウティング』はメディアにおける同性愛と異性愛の平等化だったのです」と述べている。 ("Why I Oppose Outing", OutWeek, May 29, 1991)
彼らの目的は有力者の沈黙をターゲットに暴露するだけでなく、ゲイの人々や政治的課題の存在をゲイの人物に気づかせるためにゲイやレズビアンは『話し合うべきでない奇妙な存在』はないことを示すためのものであった。(Signorile, p. 78) リチャード・モールは「一部の人々はアウティングをマッカーシズムと同じとみている。…そして悪意あるアウティングはマッカーシズムとも似ているが、そのようなアウティングは「ゲイが貪欲な人物で故により強い権力を得られた」という誤解に格好の材料を与えてしまう…しかし私の提唱したアウティングはいくらか伝わらずに、反ゲイの価値観に人を引き寄せたり、儀式的な裏付けを与えてしまった。彼らを傷つけるだけでなく、引きずり落とすことになってしまった。私が弁解したいアウティングの重要点は、復讐を加えることではなく、批判するためでもなく、誰かの下品なものから目をそらすためでもありません。誰かが品位を落とすのを避けさせたいだけだったのです。だからアウティングは「モラル維持への許容と期待の両方」だということです」と記している。 (Mohr, Richard. Gay Ideas: Outing and Other Controversies, Boston: Beacon Press, 1992.)
さらに、アウティングは私生活の概要の公表を意図した場合もある。シーナリラは「ストレートでいるのなら、私生活をゲイでいるなんてどうやってできるのでしょうか？セックスはプライベートなことです。アウティングすることで誰かの性生活の議論をしたい訳ではありません。私達は彼らがゲイであると伝えたいだけなんです」 (Signorile, p. 80)「ここ数十年にわたり、普通の人々がアウティングを受けました。人々は身近にいる郵便配達人や牛乳配達人、年老いた女性のアウティングを行ってきました。もし仮に、誰かが牛乳配達人や未婚婦人のアウティングをするのと同じように、アウティングのゴールが社会の中で何人のゲイが自分の見える範囲にいるかを数えることだったら、皆は『だから何なの？』と言うでしょう。」(Signorile, p. 82)と疑問を投げかけていた。
実際上は誰もがアウティングの被害者になる訳ではない。誰もアウティングをしない人物と、誰もがアウティングする人物を除くと4つの中間層があると見なされている。(Johansson & Percy, p. 228)

1. 見せかけは異性愛者を装う人物、かつLGBTの人権や利害に対して積極的な反対をする人物
2. ホモフォビア団体に援助をするアウティングの消極的な加担者
3. アウティングによってそれまでの評価が一変してしまうような同性愛者に見えない著名人
4. 故人

アウティングした側（アウター）は、彼らの行動の先に自らが目標とする地位や評価があると考えられている。多くのアウターは宗教的/非宗教的な理由いずれかに基づいた信念や方針を持ち、彼らはひっそりと存在を隠している必要があるためLGBTの人々に不公平な取り扱いを行う。サンフランシスコのジャーナリストランディー・シルツ（en）は「分かりきったことだが、異性愛者以上にクローゼットの同性愛者の方が、ゲイムーブメント活動をする人々にとっての同性愛者向上における大きな困難である」と述べている。(Johansson & Percy, p. 226)
政府機関の機密情報を公開するウェブサイトウィキリークスは、「情報の透明性を徹底するため」として、サウジのゲイ男性を含む情報公開をした。これらはアウティングとの批判がある。

### 政治方策としてのアウティング
政治方策としてのアウティングの効果はメディアのアウティング被害者の報道の取り上げ方によって異なる。インターネットの出現により、公人へのアウティングは容易に行われるようになった。インターネット出現の20年後にマイケル・ロジャースは前述の下院議員エドワード・シュロックについて、自分の主張をウェブサイトにレポートすることで法的行動のリスクの回避策を新聞やその他のメディアに作らせていた。今日では彼は自分のウェブサイトや他のメディアの報道することによって自分の主張を広めることができている。
シーナリラはピート・ウィリアムズのアウティングに対して「その後遺症がまさに軍隊におけるゲイへの方針に大きな傷を作り出してしまった。その注目が1992年の政治問題を作り出した結果、大統領選挙戦に議論を押し出すことになってしまった」と異論を唱えている。(ibid, p. 161)　ここでの政治問題は、日本国内で起きた同性愛の米海軍関係者の殺人事件などをきっかけに始まった軍における同性愛者の対応の政治問題化を指し、政策民主党候補者と独立候補のロス・ペローが同性愛者の軍における勤務禁止の撤回を公約を表明していた。その後ビル・クリントンが大統領就任すると「Don't Ask, Don't Tell」の方針が折衷案として制定されることとなった。

### 擁護
アウティングが被害者の評判を損ねるとの指摘に対し、政治的に擁護され得る事例もあるという指摘もある。イギリスの活動家ピーター・タッチェル（en）は「レズビアンやゲイのコミュニティは同性愛者に脅威を押し付ける力や政策に同調する公人から自己防衛する権利がある」と述べている。1994年にタッチェルの活動グループ OutRage!（en）は、私生活において教えに背きつつも同性愛行為を宗教における罪とする教義を維持する偽善者だとの理由で、イングランド国教会の同性愛者およびバイセクシャルの主教14名の名前を公表した。「アウティングは「クイアの自己防衛である」「レズビアンとゲイは偽善者とホモフォビアの暴露をする権利と責務がある。同性愛者を傷つける教義を守るゲイ主教のアウティングをしないのであれば、主教を守るために自分達のコミュニティへの苦痛を見過ごさなくてはいけない。偽善者とホモフォビアの結託は、キリスト教徒か否かを問わず倫理的に正当化できるものではない。」とタッチェルは主張している。
また、米連邦議会議員のバーニー・フランク（en）もいくつかの事例（LGBTの人権反対に対する個人的な活動など）では妥当で合理的だと異論を唱えている。フランクは2006年のマーク・フォーリーのスキャンダル（en）に触れて言及し、「プライバシーの権利はあると思う。しかしプライバシーの権利は見せかけのための権利であってはならない。他人を悪者扱いしようとする人々には、家（クローゼット）にこもったまま行動をさせてはいけない」と述べた。
2009年、カービー・ディック（en）監督はドキュメンタリー映画『アウトレイジ』にて、様々な政界実力者がゲイであることを隠しながらゲイ・コミュニティの活動を阻む法律制定に署名をしているとの批判を行った。映画では、LGBTの人権に痛烈な批判をしていたアイダホ州選出のアメリカ合衆国上院議員ラリー・クレイグ（2007年に公衆トイレにて私服警官に対して性的な勧誘をして風紀紊乱行為を行い、その罪状を認めた人物）へ特にフォーカスしている。
同映画ではゲイとして私生活を送りつつも同性結婚やLGBTの養子縁組（en）を公に批判するフロリダ州知事 のチャーリー・クリスト（en）をはじめとした様々な人物へのインタビューを収録している。映画ではクリストが2008年に結婚をしたのはクリストの性的指向が噂になるのを遠ざけるための政治的な方策による選択だと主張している。
映画にて取り上げられた政治家には、バージニア州選出の下院議員エドワード・シュロック（en）、カリフォルニア州選出の下院議員デーヴィッド・ドライアー（en）、元ニューヨーク市長エド・コッチ、元ルイジアナ州選出の下院議員ジム・マッククレリー（en）がいる。

### 批判
一部のLGBT人権活動家は、反ゲイの保守的な人であっても守られるべきプライバシーの権利があると主張してアウティングを政治方策とすることには反対している。アメリカにおける最大のゲイ・レズビアンの権利擁護団体ヒューマン・ライツ・キャンペーン（en）のスポークスマンであるスティーブン・フィッシャーはエドワード・シュロックのアウティングについて「性的指向を武器のように使われている」と批判のコメントをしている。ゲイ・レズビアンの共和党員団体ログキャビン・リパブリカンズ（en）の政務局長クリストファー・バロンは「私達はアウティングキャンペーンを強く反対しますし、連邦婚姻修正法案（en）の反対者へのブッシュ大統領の援助にも反対します」と述べている。
ロジャー・ローゼンブラットは1993年1月号のニューヨーク・タイムズ・マガジンに「Who Killed Privacy?」（プライバシーを葬り去ろうとするのは誰？）というエッセーを掲載し、「アウティングを実行する同性愛者は、同性愛者の個々の生き方の自由と個々の選択の自由を混同しているのではないだろうか」と述べている。(Signorile, p. 80)
2002年3月、歌手のウィル・ヤングは同性愛公表の直前に、タブロイド紙が先に暴露してしまった。また、初の性転換を受けたクリスティーン・ジョーゲンセン、トランスジェンダーの活動家ベス・エリオット（en）、眼科医でプロテニスプレーヤーのレネ・リチャーズ（en）、ジャズミュージシャンのビリー・ティプトン（en）、医師アラン・H・ハート（en）、モデルエイプリル・アシュレー（en）、モデルのキャロライン・コッシー、エンターテイナーのジャーナ・スティール（en）、電気技師ナンシー・ジーン・バークホルダーらも欧米メディアがアウティングをした被害者達であり、ビリー・ティプトンのケースでは検視官が行っていた。多くのケースでは、アウティングされた側が私生活やキャリアにおいて悪影響を被っている。前述の事例のほかにも、アウティングによって公私に渡る不利益や、事実と異なるアウティングを受けたり、裏付けのないアウティングなどが著名人のアウティングにまつわる批判としてある。
トランスジェンダーやインターセクシャルをアウティングされた著名人の中にはジェイミー・リー・カーティスのように裏付けの無いケースもある。

## アメリカにおけるアウティング
1950年代に『Confidential』をはじめとした芸能界や政界の著名人のスキャンダルの暴露を専門とするタブロイド紙が登場した。政治家の間でこれらの雑誌のターゲットにされたのは元アメリカ合衆国国務次官のサムナー・ウェルズや短期間の間アイゼンハワー大統領の面会担当秘書（en）を務めたアーサー・H・ヴァンデンバーグ・Jr（en）がいる 。
アウティングは時には名誉毀損裁判になることもある。1957年には、同性愛者であることを公言していなかったアメリカのピアニストのリベラーチェがイギリスのタブロイド誌デイリー・ミラーを相手取りゲイをほのめかす記事を掲載したと訴えている。デイリー・ミラーの抗弁は、カッサンドラが書いた当該コラムの言葉はリベラーチェがゲイであるとほのめかしていない、とするものだった。同誌は記事の正確性を立証せず、リベラーチェの訴えが認められた。
1969年のストーンウォールの反乱以降、ゲイ解放運動の活動家は1970年代に積極的にカムアウトをし始め、"Out of the closets, Into the streets!"（クローゼットを出て、街に出よう！）と大声を上げ始めた。彼らの一部は同性愛者全てのカムアウトを求め始め、それを望まぬ人々がいた場合には彼らのコミュニティが説得をする役目を負うことになっていた。その例の一つにゲイ活動家達によるオリヴァー・シップル（en）（ジェラルド・R・フォード大統領の暗殺を阻止した人物）のアウティングがあり、ゲイの政治家ハーヴェイ・ミルクが彼のアウティングに大きく関与している。
保守的なコメンテーター ディネーシュ・デ・ソウザ（en）は1981年に彼が編集していたダートマス大学の大学新聞『The Dartmouth Review』（en）にゲイの友人が書いた手紙を無断で公開している。数年後に著名な論評家ローラ・イングラハム（en）は大学のゲイグループとのミーティングの際に無断で録音を行い、文書化した後に「キャンパスのソドミーを企てるチアリーダー達」とグループを批難する記事の一部に使用した。
運動家による最初のアウティングが起きたのは1989年2月であった。マイケル・ペトリーズとその賛辞者はアメリカ合衆国上院議員のジェシー・ヘルムズが進めていた法案制定に協力したとして共和党のアメリカ合衆国上院のオレゴン州選出議員マーク・ハットフィールドのアウティングを決めていた。ポートランド近郊の小都市で行われた寄付金集めのパーティーにて、群衆の集まる前でグループはアウティングを行った。ペトリーズはその後アメリカ合衆国議会議事堂の前に立ち、「政治家と音楽家の男女12人、...xxxは隠れゲイだ」と名前を読み上げてニュースにしようという試みに出た。報道機関が集まったが、主要なニュース組織は記事にしなかった(Gross, p. 85) 。名誉毀損の可能性を考慮し、報道は行われなかった。
1989年から1991年にかけて発行された雑誌『OutWeek』は、1990年3月に故人であったマルコム・フォーブスをアウティングしたことで波紋を投じたミケランジェロ・シーナリラ（en）をはじめとしたアウティングの実践主義者が記事を執筆していた。
彼のコラム「Gossip Watch」は富豪や著名人をアウティングすることで人気を得ていた。彼の行動には賛否両論あったが、彼には「現代ゲイのヒーロー」や「不快かつ幼稚で、売名行為だ」といった反応が寄せられた。(Johansson & Percy, p. 183)
他に女優のファニー・フラッグ（en）やNBCの特派員ピート・ウィリアムズ（en）、シェールの子供で人権活動家のチャスティティー・ボノ（en）、俳優のリチャード・チェンバレンなどがアウティングされた。
2004年にLGBTの人権活動家マイケル・ロジャース（en）がバージニア州選出の下院共和党議員のエドワード・シュロック（en）をアウティングした。ロジャースは自分のウェブサイトでシュロックの私生活を暴露する内容を投稿した。シュロックはこの事件について否認をせず、2004年8月30日に再選出馬の辞退をした。ロジャースはアウティングの理由をシュロックの結婚保護法（en）投票における行動と連邦婚姻修正法案（en）の共同提案に署名したことに対しての批難だと主張した。
2004年4月に、ニュージャージー州の州知事ジェームス・マグリーヴィー（en）が自身がゲイであることを公表した。マグリーヴィーは彼の安全保障担当役のゴラン・シペル（en）からセクシャルハラスメントで訴えられた。マグリーヴィーは辞職をしたがシュロックと異なり、公人としての活動を止めなかった。
ジョン・マケインの大統領選キャンペーンでは、2008年にアラバマ検事総長のトロイ・キング（en）がアウティングされた後、キャンペーンのウェブサイトから画像を取り除いた 。
メディアパーソナリティでFOXニュースのシェパード・スミス（en）は皮肉な賞賛を受けた人物である。インタビューにてスミスが選ばれた理由を尋ねられた際に、「ネットワークが取り上げたホモフォビアの話題におけるレポートが "ご立派" で、偽善レベルを上げた点で彼は共犯である」とディックは答えている。

## 日本におけるアウティング
兵庫県尼崎市で、両性愛をカミングアウトした男性市職員に対し、市が控えるよう指導した上、その過程でアウティングを行っていた。
2020年東京オリンピックでは、事前にLGBTQであるのとを公表している181名のアスリートが参加した。何者かが、ゲイやバイセクシュアル男性向けのマッチングアプリで検索範囲をオリンピック選手村にすることで、ここに滞在しながら、それらのアプリをしていた参加選手の何名かの性的指向に関する情報を獲得した。これらを本人の合意を得ずに無断で、TiktokやTwitterといったSNS上で公表した。 181名以外は自己公表していないためにアウティング行為であると問題となり、LGBTQのアスリートを支援する団体である「プライドハウス東京」が2021年8月1日に緊急声明を出した。大会に参加する国の中には、性的マイノリティに死刑を課す国も存在するため、アウティングがアスリートの命にも関わる危険な行為と強く非難した。
性同一性や性的指向を擁護する条例を成立させた東京都杉並区の岸本聡子区長が、性別非公表としている杉並区議会議員の性自認を、SNSで本人の同意を得ず公表するアウティングを行っていたことが2023年11月に判明した。この行為は区長自身の主張と矛盾し、また自ら成立させた条例にも違反することから批判され、さらに謝罪の対象を当該議員個人のみとして性的少数者全体としなかったため、区議会では「条例を作った当人が引き起こした問題である以上、社会全体への責任としてきちんと謝罪すべきではないか」と追及された。

### 裁判等事例
- 2019年に東京都内の生命保険会社に勤務していた男性が、同意なく上司により他の従業員に同性愛者であると暴露され、それにより精神疾患を発症したとして労働基準監督署に労災申請し、2023年3月にパワーハラスメントとして労働災害が認定された事例は、日本初のアウティングによる労災認定とされる[22][23]。
- 2020年の東京高等裁判所の民事訴訟における判決では、原告Aの家族による損害賠償請求は棄却されたものの[24]、判決文の中で「本件アウティングは、Aがそれまで秘匿してきた同性愛者であることをその意に反して同級生に暴露するものであるから、Aの人格権ないしプライバシー権等を著しく侵害するものであって、許されない行為であることは明らかである」と言及された[24][25]。
- 2024年5月1日には、日亜化学工業に勤務していた同性愛カップル2人が、性自認を同意なく上司により社内に伝えられ人格権を侵害されたと主張し、同日付で同社を相手取り損害賠償を求め、徳島地方裁判所に提訴した[26]。

## イスラム国家におけるアウティング
イスラム教圏の人物に対してのアウティングは、無断公表された側が死刑など刑事罰対象になり、特に危険を招くことがある。スーダンやイラン、サウジアラビア、イエメン、ブルネイなどでは同性愛者は死刑、マレーシアやインドネシアでは鞭打ち刑に処せられるため、アウティングは生命にかかわる場合がある。

## 関連書物
- Cory, Donald Webster (1951), The Homosexual in America: A Subjective Approach., New York: Greenfield
- Gross, Larry (1993), Contested Closets: The Politics and Ethics of Outing, University of Minnesota Press, ISBN 0816621799
- Johansson, Warren & Percy, William A. Outing: Shattering the Conspiracy of Silence. Harrington Park Press, 1994.
- Signorile, Michelango (1993), Queer In America: Sex, Media, and the Closets of Power., ISBN 0-299-19374-8
- Stramel, James (1996), Gay Virtue: The Ethics of Disclosure, Dissertation, University of Southern California